# Soerendonk, Sterksel en Gastel
Soerendonk, Sterksel en Gastel is een voormalige gemeente in de Nederlandse provincie Noord-Brabant, die 1821 is ontstaan door de samenvoeging van de gemeente Soerendonk en Sterksel met de gemeente Gastel (bij Budel). In 1925 werd deze gemeente bij Maarheeze gevoegd. In 1997 fuseerde Maarheeze met de gemeente Budel tot een fusiegemeente die in 1998 de historische naam Cranendonck kreeg.
Het grondgebied van de eerdere gemeente Soerendonk, Sterksel en Gastel werd toen in tweeën geknipt: Sterksel werd onderdeel van de fusiegemeente Heeze-Leende, terwijl Soerendonk en Gastel bij Cranendonck werden gevoegd.

## Bron
- Van der Meer, Ad. Repertorium Van Nederlandse Gemeenten 1812-2006